# Connexochiton moreirai
Connexochiton moreirai is een keverslakkensoort uit de familie van de Ischnochitonidae. De wetenschappelijke naam van de soort is voor het eerst geldig gepubliceerd in 1973 door Righi.